# شهرستان کومانچی (تگزاس)
شهرستان کومانچی، تگزاس (به انگلیسی: Comanche County, Texas) یک سکونتگاه مسکونی در ایالات متحده آمریکا است که در تگزاس واقع شده و مرکز آن شهر کومانچی است.

## خصوصیات
شهرستان کومانچی ۲٬۴۵۵٫۳۲ کیلومترمربع مساحت دارد.